# 小内透
小内 透（おない とおる 1955年8月29日 - ）は、日本の社会学者・教育学者。教育学博士（北海道大学）。現在、北海道大学名誉教授。専門は教育社会学・社会学。群馬県出身。

## 来歴
- 1978年に北海道大学教育学部教育学科を卒業。
- 1981年に北海道大学大学院教育学研究科修士課程を修了。
- 1984年に北海道大学大学院教育学研究科博士後期課程単位取得退学。（指導教授：布施鉄治）
- 同年10月より北海道教育大学教育学部旭川分校助手に就任。
- 1986年には北海道教育大学教育学部旭川分校助教授に昇進する。
- 1995年、北海道大学教育学部助教授に就任。
- 1997年博士号を得る。学位論文題目は「戦後日本の地域社会変動と地域社会類型」[2]。
- 2002年に北海道大学大学院教育学研究科教授に就任。
- 2003年には文部科学省在外研究としてロンドン大学で研究を行う。
- 2011年、地域社会学会賞（共同研究の部門）受賞。
- 2013年に北海道大学教育学研究院副研究院長に就任。
- 2014年北海道大学教育学研究院・教育学院・教育学部 研究院長・学院長・学部長に就任。
- 2020年北海道大学大学院教育学研究院特任教授。北海道大学名誉教授
- 2021年より札幌国際大学人文学部教授[3][4][5]。

## 学会活動・社会的活動
- 学会活動
  - 北海道社会学会副会長、日本教育社会学会理事、日本社会学会理事、地域社会学会理事などを歴任。
- 社会的活動
  - 社会調査協会理事、北海道教育推進会議委員長などを歴任。

## 著書
- 『再生産論を読む: バーンスティン、ブルデュー、ボールズ=ギンティス、ウィリスの再生産論』（東信堂、1995年）ISBN 4887132220
- 『戦後日本の地域社会変動と地域社会類型―都道府県・市町村を単位とする統計分析を通して』（東信堂、1996）ISBN 4887132352
- 『階級・ジェンダー・エスニシティ: 21世紀の社会学の視覚』（中央法規出版、2001年）ISBN 4805821590
- 『在日ブラジル人の教育と保育』（明石書店、2003年）ISBN 4750316962
- 『教育と不平等の社会理論―再生産論をこえて』（東信堂、2005）ISBN 4887135858
- 『北欧サーミの復権と現状 (先住民族の社会学)』（東信堂、2018）ISBN 4798914568
- 『変貌する地域社会の100 年』（東信堂、2025）ISBN 4798919551

## 共著
- （酒井恵真）『日系ブラジル人の定住化と地域社会―群馬県太田・大泉地区を事例として』（御茶の水書房、2011）ISBN 4275018745
- （小坂田裕子）ほか『考えてみよう　先住民族と法』（信山社、2022年）ISBN 4797268115

## 編著
- 講座 トランスナショナルな移動と定住―定住化する在日ブラジル人と地域社会
  - 『在日ブラジル人の労働と生活』（御茶の水書房、2010）ISBN 4275008510
  - 『ブラジルにおけるデカセギの影響』（御茶の水書房、2010）ISBN 4275008537
  - 『在日ブラジル人の教育と保育の変容』（御茶の水書房、2010）ISBN 4275008529
- 『リーディングス 日本の教育と社会 13教育の不平等』（日本図書センター、2009）ISBN　4284302574
- 『現代アイヌの生活と地域住民 (先住民族の社会学) 』（東信堂、2018）ISBN 4798914576

## 注
1. ↑  上掲『変貌する地域社会の100 年』奥付
2. ↑  博論データベース
3. ↑  以上につきマイポータル
4. ↑  以上につき札幌国際大学人文学部教員紹介
5. ↑  以上につきKAKEN

| スタブアイコン | サブスタブ | この項目は、まだ閲覧者の調べものの参照としては役立たない、人物に関連した書きかけの項目です。この項目を加筆・訂正などしてくださる協力者を求めています（P:人物伝/PJ:人物伝）。 |